# Hemeroblemma paramoea
Hemeroblemma paramoea är en fjärilsart som beskrevs av George Francis Hampson 1926. Hemeroblemma paramoea ingår i släktet Hemeroblemma och familjen nattflyn. Inga underarter finns listade i Catalogue of Life.